# Borzęcin (Poméranie)
Pour les articles homonymes, voir Borzęcin.
Borzęcin est un village de Pologne, situé dans le gmina de Pruszcz Gdański, dans le powiat de Gdańsk, dans la voïvodie de Poméranie. Il est situé à 5 kilomètres au sud de Pruszcz Gdański et à 14 kilomètres au sud de la capitale régionale Gdańsk.